# De principibus Canusinis
Il De principibus Canusinis ('dei principi di Canossa') è un'opera biografica in latino composta tra il 1111 e il 1116 dal monaco benedettino Donizone, abate del monastero di Sant'Apollonio di Canossa, sulla vita e sulle gesta della Grancontessa Matilde di Canossa.
L'opera, che è intitolata dallo stesso Donizone De principibus Canusinis, è invece spesso chiamata Vita Mathildis ('vita di Matilde') o Acta Comitissae Mathildis ('atti della contessa Matilde'), ed è composta di due volumi:
- il libro I, preceduto da una dedicatoria e da ben due prologhi, narra in venti capitoli tutte le vicende della dinastia dei Canossa, dal capostipite Attone da Canossa fino alla morte di Beatrice di Lotaringia, madre di Matilde. In questo primo tomo, l'autore fa parlare direttamente la rocca di Canossa in prima persona.

- il libro II, anch'esso preceduto da due prologhi, comincia con la venuta in Lombardia di Papa Gregorio VII e dell'Imperatore Enrico IV, celebrando le gesta di Matilde ed elogiandone la pietà religiosa. Al capitolo 20 è riportato, sotto forma di acrostico, il nome dell'autore. Seguono e concludono un carme sulla morte della Grancontessa e un'esortazione ad accogliere con gioia Enrico V, nuovo Imperatore.

Il poema è in esametri con assonanza interna; il capitolo I, 8 in distici. Gli studi più recenti hanno valorizzato questo poeta, prima giudicato scarso prosatore e verseggiatore. Lo stile di Donizone è ricercato e culturalmente consapevole, ricco di riferimenti classici e cristiani. Se nel complesso la Vita Mathildis offre interesse come fonte storica, d'altra parte va considerato che si tratta di un panegirico, nascondente tutto quello che poteva dispiacere a Matilde. Su di essa sono stati successivamente scritti vari compendi in prosa.
Il manoscritto originale è il Vat. lat. 4922, conservato oggi all'interno della Biblioteca Vaticana e riprodotto in facsimile nel 1984. Comprende anche " sette miniature che integrano il testo, persino delle didascalie in versi, scritte alternando i colori rosso e blu, che sono considerate parte del poema e portano a 1400 versi il primo volume, come quelli del secondo"

## Edizioni italiane
- Donizone, Vita di Matilde di Canossa, edizione, traduzione e note di Paolo Golinelli, Milano, Jaca Book, 2008